# 10853 Aimoto
10853 Aimoto eller 1995 CW är en asteroid i huvudbältet, som upptäcktes den 6 februari 1995 av den japanske amatörastronomen Takuo Kojima i Chiyoda. Den är uppkallad efter Minoru Aimoto.
Asteroiden har en diameter på ungefär 2 kilometer och den tillhör asteroidgruppen Vesta.